# Patricia C. Dunn
 (mars 2019).
Si vous disposez d'ouvrages ou d'articles de référence ou si vous connaissez des sites web de qualité traitant du thème abordé ici, merci de compléter l'article en donnant les références utiles à sa vérifiabilité et en les liant à la section « Notes et références ».
Pour les articles homonymes, voir Dunn.
Patricia Cecile Dunn (née Patricia Cecile Dunn-Jahnke le 27 mars 1953 à Burbank, Californie, et morte le 4 décembre 2011) est une directrice non-exécutif et présidente du directoire de Hewlett-Packard (HP), de février 2005 jusqu'à sa démission, le 22 septembre 2006.